# 北萊蒙 (北達科他州)
北萊蒙（英語：North Lemmon）是位於美國北達科他州亞當斯縣的非建制地區。

## 地理
北萊蒙所處的海拔為高於海平面786米（即2579英呎），而該地所採用的時區為UTC-7，即北美山地时区（MST）。同時該地設有夏令時間，為UTC-7調快一小時，即UTC-6（MDT）。